# Laelia albida
Laelia albida là một loài lan ở México.
Số nhiễm sắc thể lưỡng bội của L. albida là 2n = 42 và 2n = ~63.